# Вулиця Вигода
Ву́лиця Ви́годи — вулиця в Залізничному районі міста Львова на Левандівці. Сполучає вулиці Повітряну та Гніздовського. Проходить паралельно до Низинної, Пілотів та Доробок. Нумерація будинків ведеться від вулиці Повітряної.
В середній своїй частині вулиця Вигода перетинає вулицю Широку, при цьому роздільна смуга посередині Широкої не переривається. В середній частині вулиці з парного боку відгалужується вулиця Сластіона. На ділянці між вулицями Повітряною та Широкою вулиця Вигоди вимощена колотою бруківкою і не має хідників; між вулицями Широкою та Сластіона — асфальтовані проїжджа частина та хідники; біля гімназії «Гроно» — пішохідна, викладена плитами; від гімназії до вулиці Гніздовського асфальтована, без хідників.

## Історія та забудова
Вулиця виникла наприкінці 1920-х років в межах передміського села Левандівка та мала назву Ягеллонська, на честь польської королівської династії Ягеллонів. Сучасну назву — вулиця Вигода має від 1933 року, а 1946 року була перейменована на вулицю Вигідну, але ця назва не вживалася. Згідно з розпорядженням ЛМР від 24 червня 1997 року за № 410 — вулиця Вигоди, з розпорядженням ЛМР від 23 квітня 2004 року за № 250 — вулиця Вигода. Наступним розпорядженням ЛМР № 283 від 24 червня 2011 року «Про ідентифікацію назв деяких вулиць довідника вулиць м. Львова» її було ідентифіковано та проведено уточнення її назви, як вулиця Вигода. Згідно з розпорядженням ЛМР № 158 від 27 квітня 2016 року та враховуючи звернення громадянина Лопушинського В. І. від 15 квітня 2016 року вчергове уточнено назву вулиці — вулиця Вигоди.
Забудова вулиці: одно- та двоповерховий конструктивізм 1930-х років, двоповерхова житлова забудова 1950-х, п'ятиповерхова житлова забудова кінця 1960-х, одно- та двоповерхова забудова 2000-х років. 
№ 27 — будівля львівської середньої загальноосвітньої школа № 64 I-III ступенів відкрита 1 вересня 1977 року. У 2008 році відповідно до ухвали Львівської міської ради від 10 липня 2008 року за № 2050, розпорядження Львівської обласної державної адміністрації від 27 серпня 2008 року за № 878/0/5-08 середня загальноосвітня школа № 64 I-III ступенів м. Львова реорганізована в навчально-виховний комплекс «Школа І ступеня — гімназія «Гроно» м. Львова, який став її правонаступником. У 2021 році НВК реорганізовано у ліцей «Гроно» ЛМР. 
№ 42, 44, 46 — двоповерхові житлові будинки барачного типу 1950-х років.
№ 21, 56, 58, 60, 62, збудовані у 1960—1970-х роках, як гуртожитки для працівників Львівської залізниці. Ухвалою № 59 ЛМР від 26 вересня 2002 року будинки прийняті від дистанції цивільних споруд на ст. Львів Львівської залізниці у власність територіальної громади міста Львова.
№ 62а — міні дитячий садок «Leo Kids» повного дня для дітей від 1,5 до 3 років. Курси з робототехніки та програмування «Robocamp Lviv» для дітей, віком від 6 років, який передбачає вивчення програмування й робототехніки на базі конструктора «Lego Education Wedo 2.0» та розвиток уважності і вміння працювати в команді.

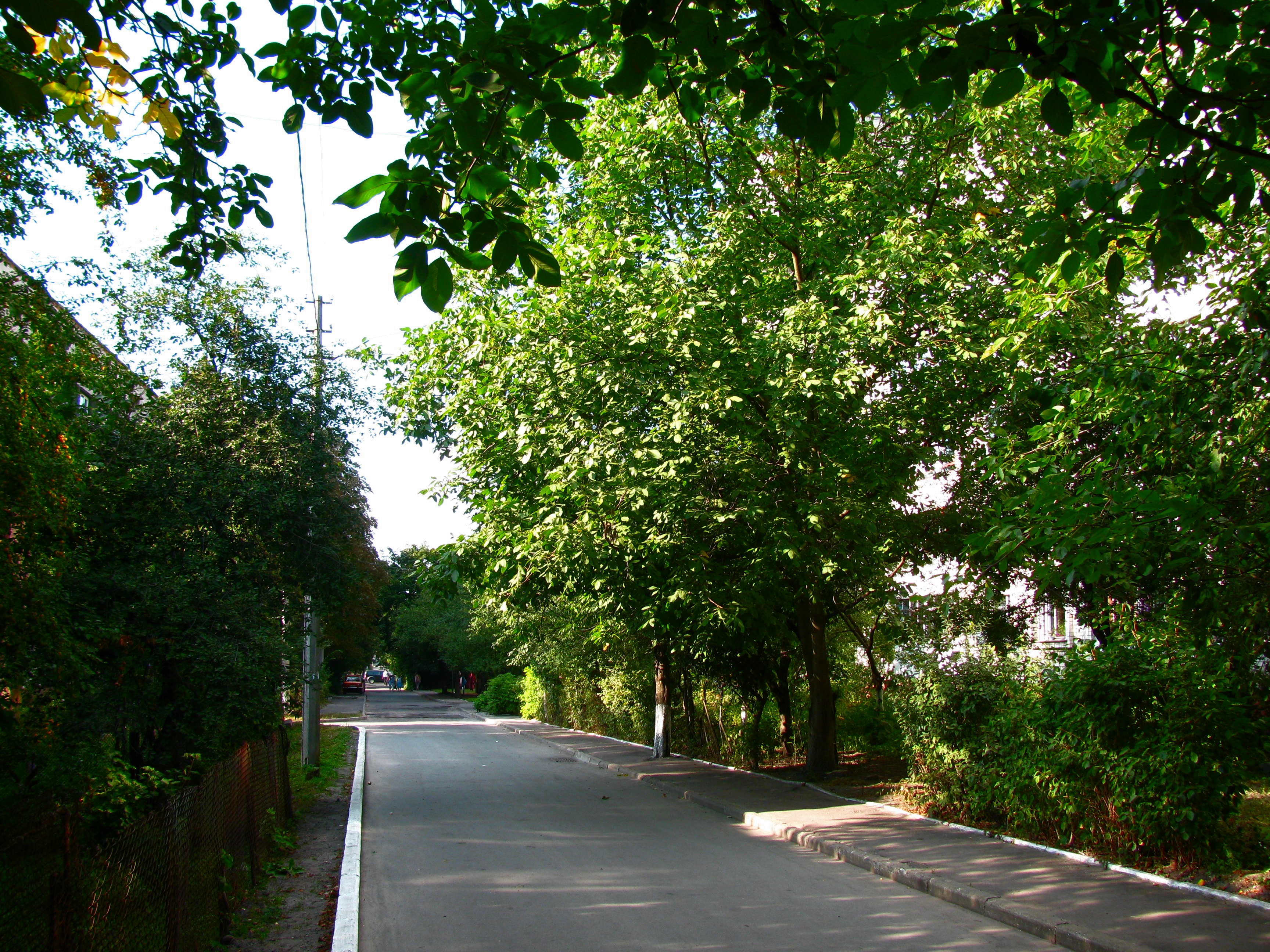
Ділянка вулиці Вигоди (між вулицями Широкою та Сластіона)